# Lewisia columbiana
Lewisia columbiana är en källörtsväxtart som först beskrevs av T.J. Howell, och fick sitt nu gällande namn av B.L. Robins. Lewisia columbiana ingår i släktet Lewisia och familjen källörtsväxter.

## Underarter
Arten delas in i följande underarter:
- L. c. rupicola
- L. c. wallowensis

## Bildgalleri

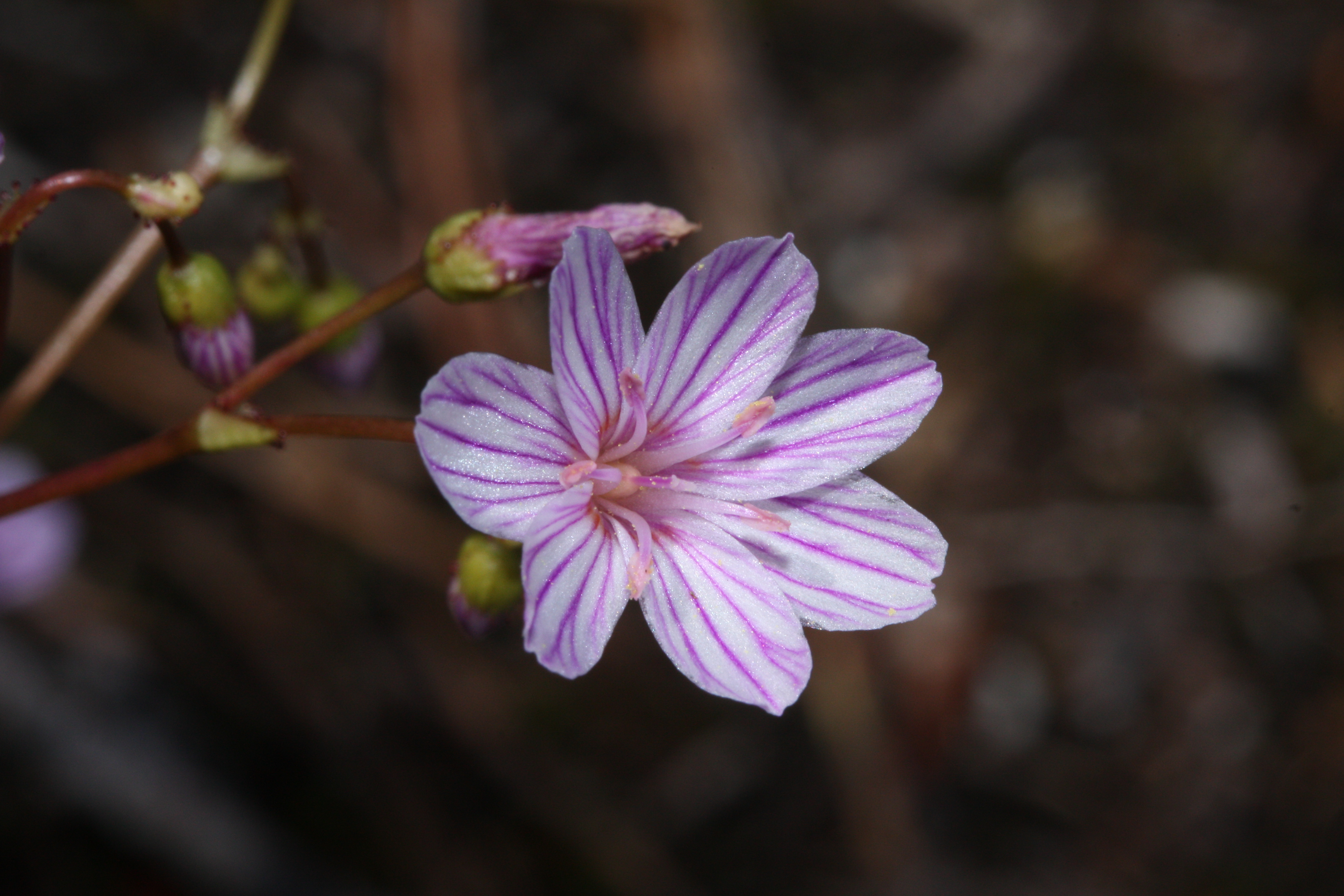
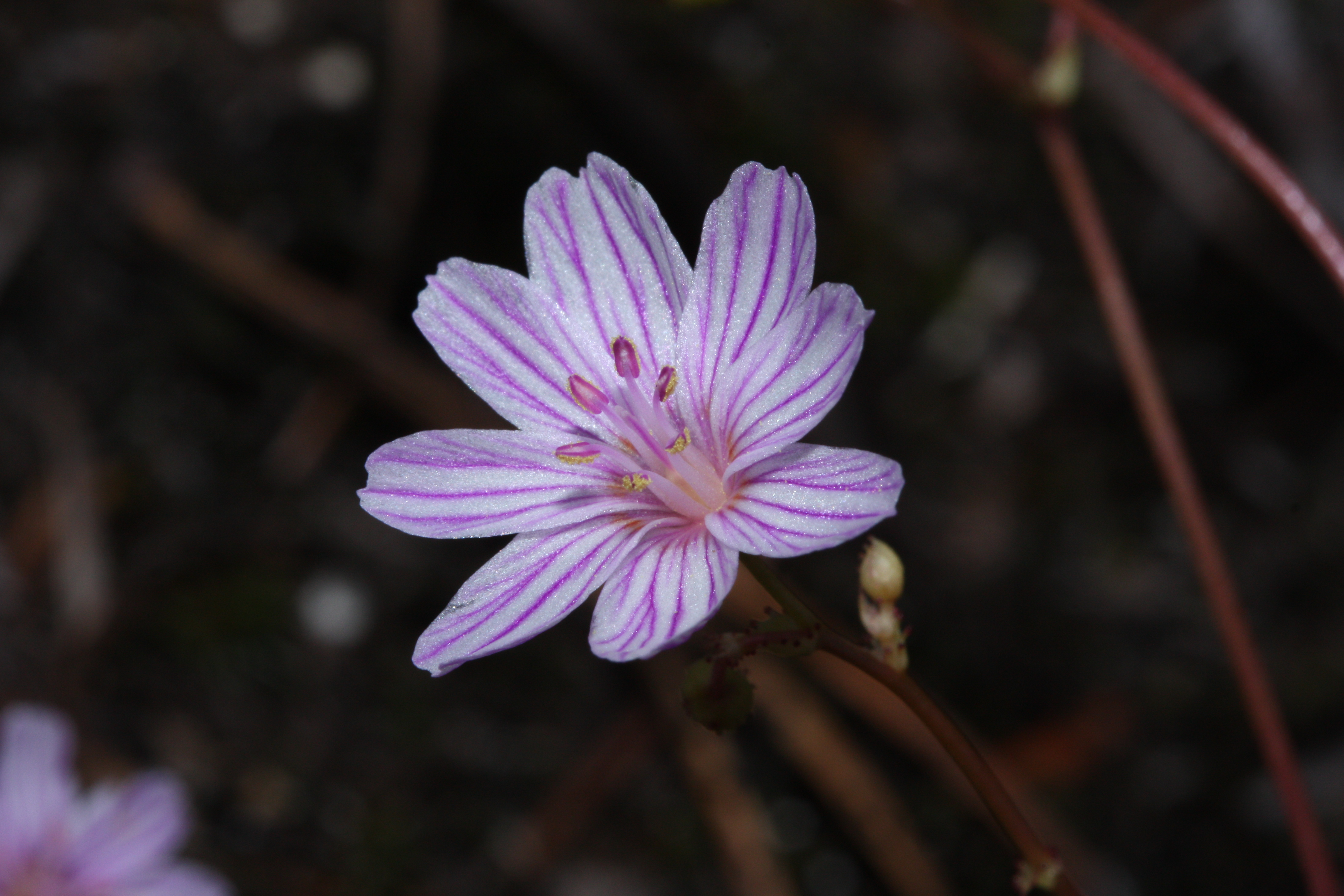
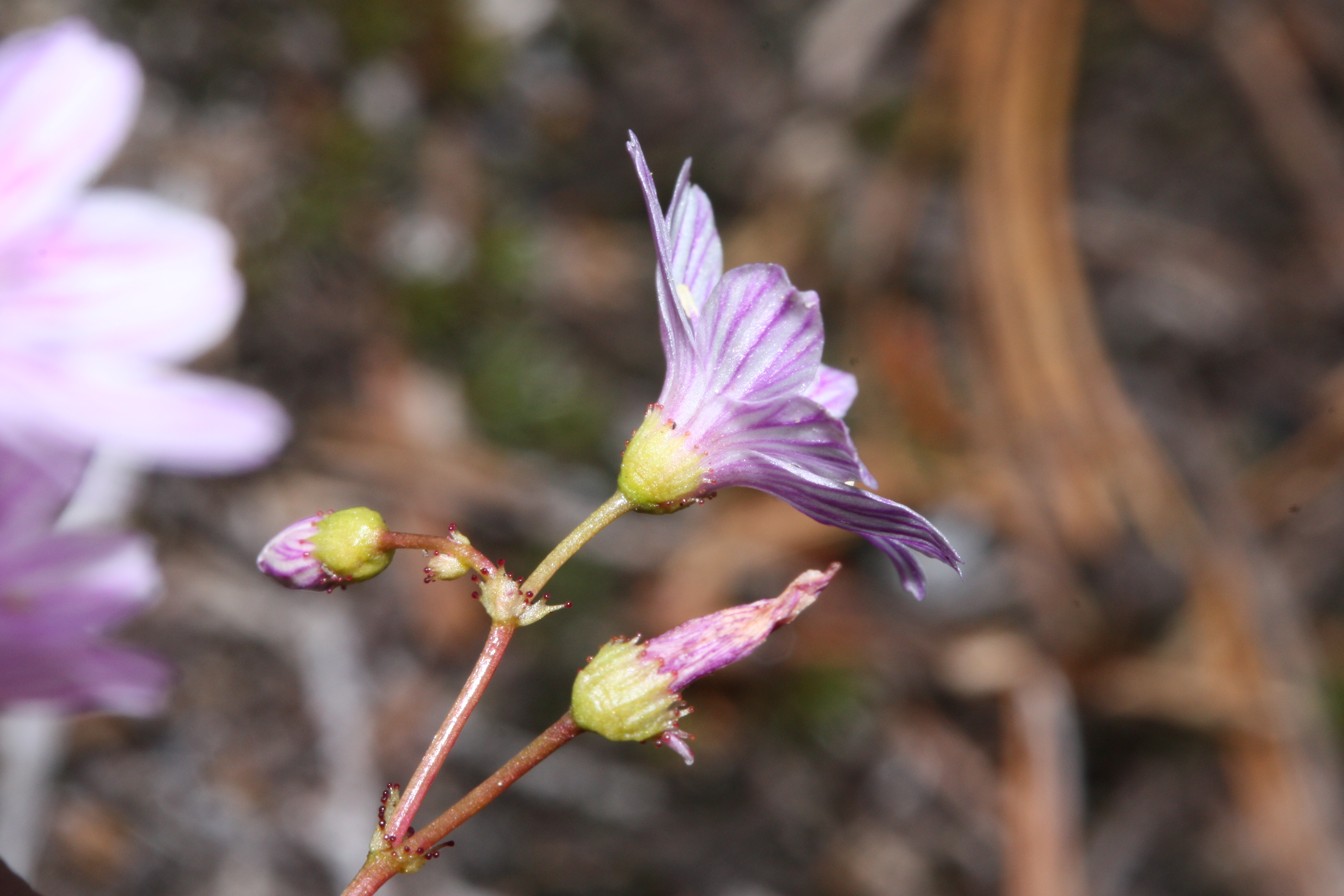
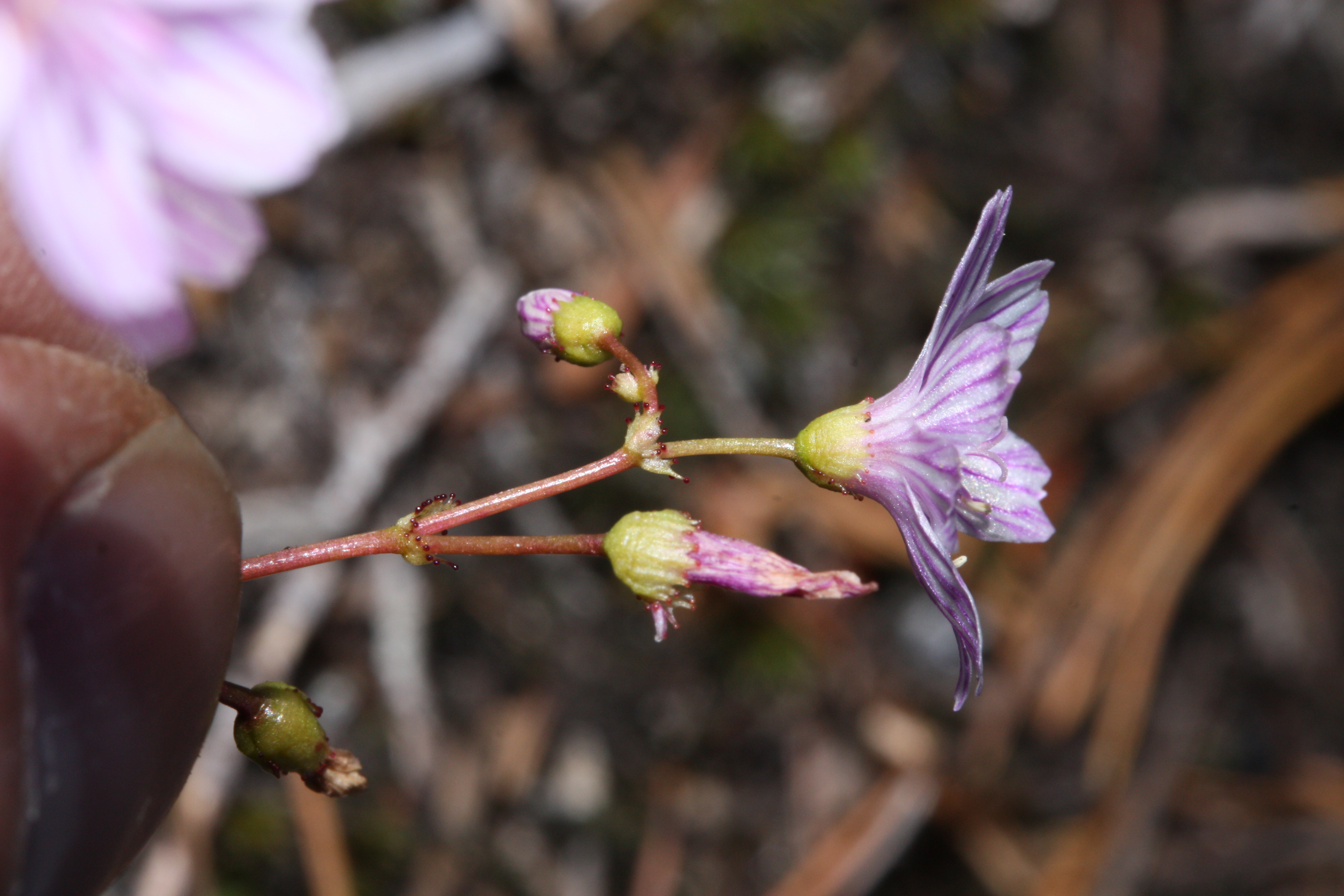
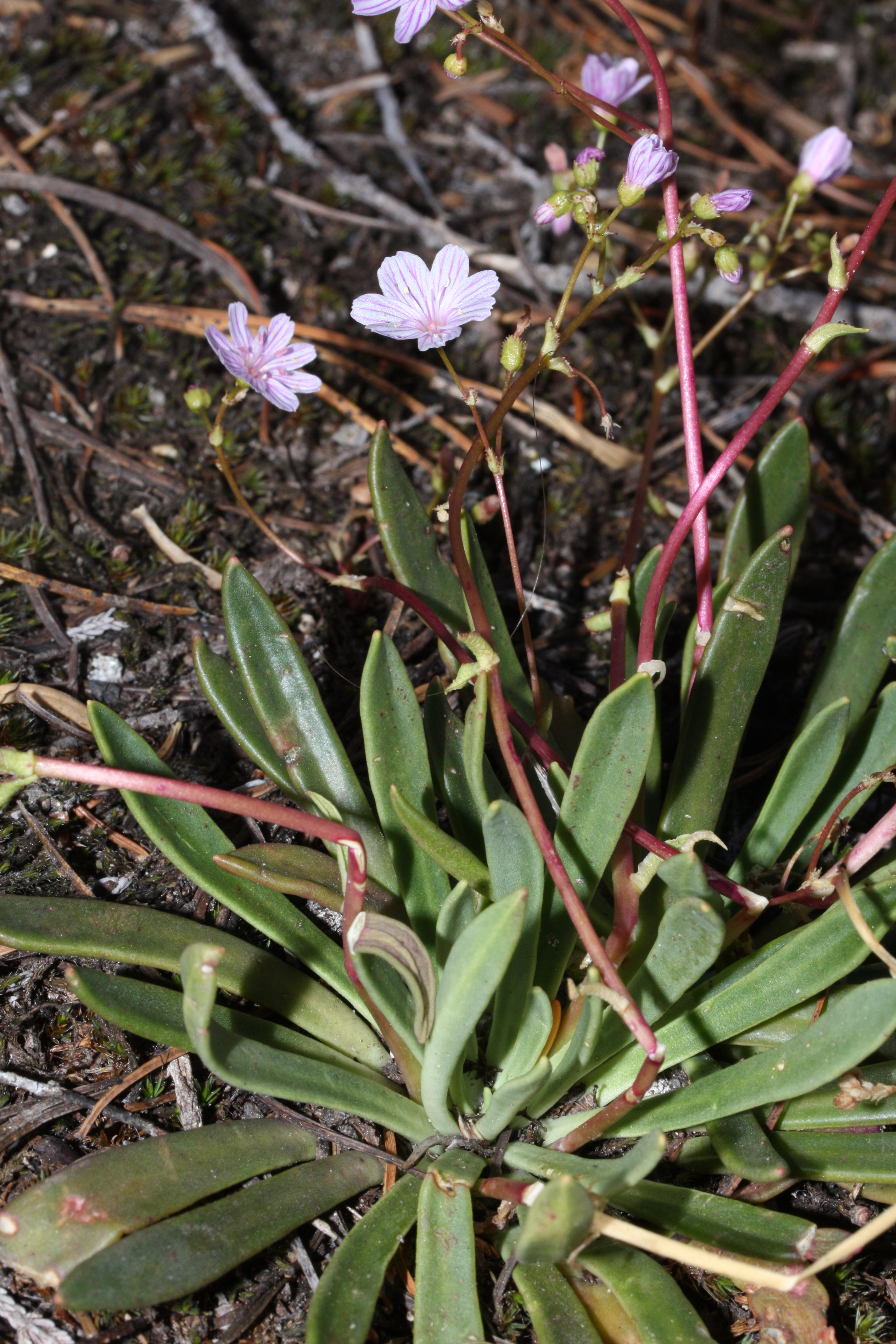
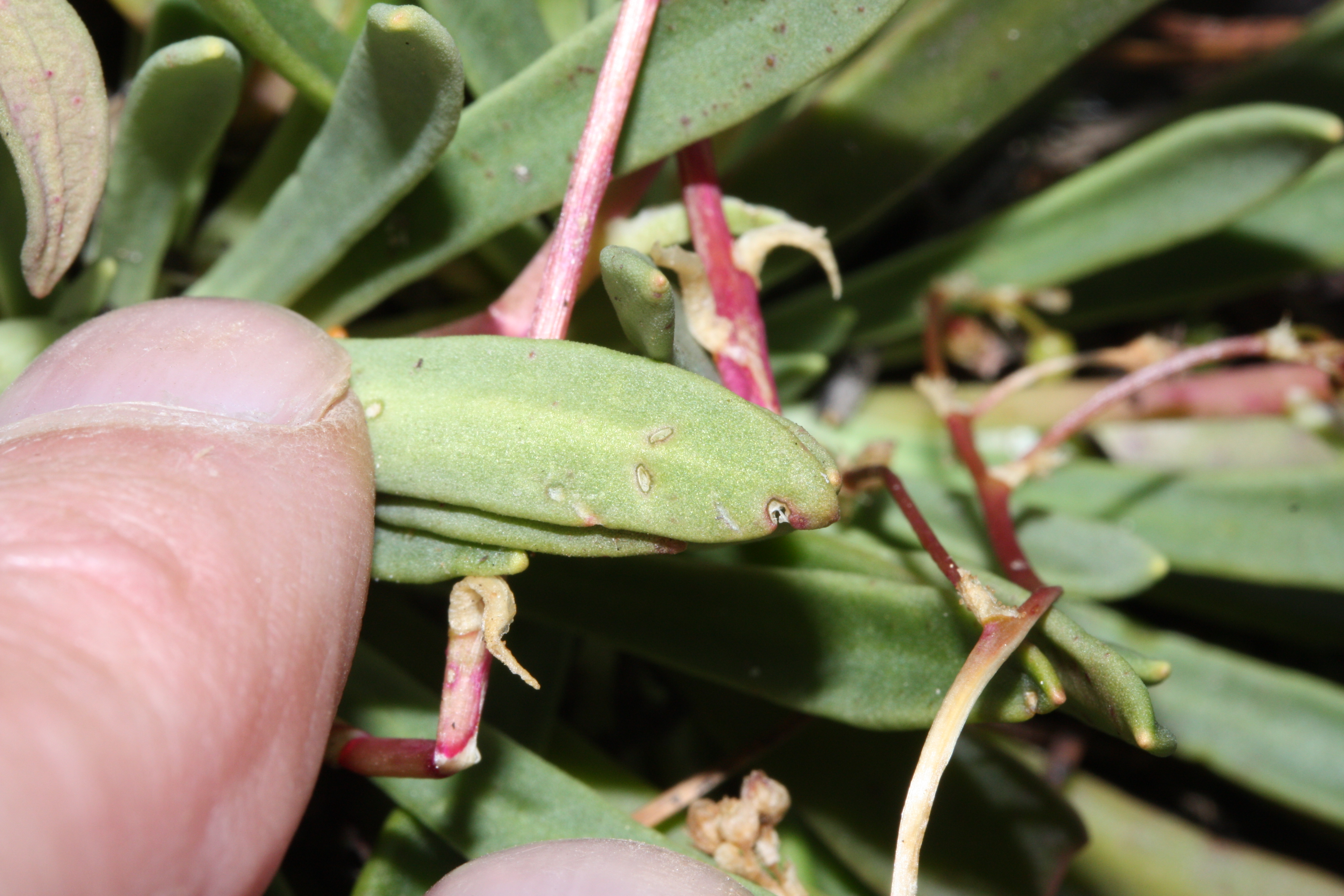